# Andreaea sparsifolia
Andreaea sparsifolia là một loài rêu trong họ Andreaeaceae. Loài này được J.E. Zetterst. mô tả khoa học đầu tiên năm 1855.